# Districte de Kanchipuram
El districte de Kanchipuram, o Kanchi, o Kancheepuram i sota domini britànic Conjeevaram, és una divisió administrativa de l'estat de Tamil Nadu, amb capital a Kanchipuram. La superfície és de 4.432 km² i la població de 2.877.468 habitants (2001).
Administrativament el formen 3 divisions amb 8 talukes:
- Kanchipuram
- Sriperumbudur
- Uthiramerur
- Chengalpattu
- Tambaram
- Tirukalukundram
- Madrandakam
- Cheyyur.

El riu principal és el Palar. No gaire lluny hi ha el santuari d'aus de Vedanthangal.
La història del districte és a grans trets la de la ciutat (vegeu Kanchipuram). El districte amb un altre nom es va crear el 1788 dins la presidència de Madras, amb dues subdivisions (Nord i Sud) i la capital fou Karunguzhi. El 1825 es va traslladar a Kanchipuram però al cap de deu anys (1835) va retornar a Karunguzhi fins que fou traslladada el 1859 a Saidapettai que va restar la capital fins a l'1 de juliol de 1968. En aquesta data va esdevenir capital del districte de Chengalpattu que fou dividit l'1 de juliol de 1997 en dos districtes: el districte de Kanchipuram i el districte de Tiruvallur.